# Discographie de Rancid

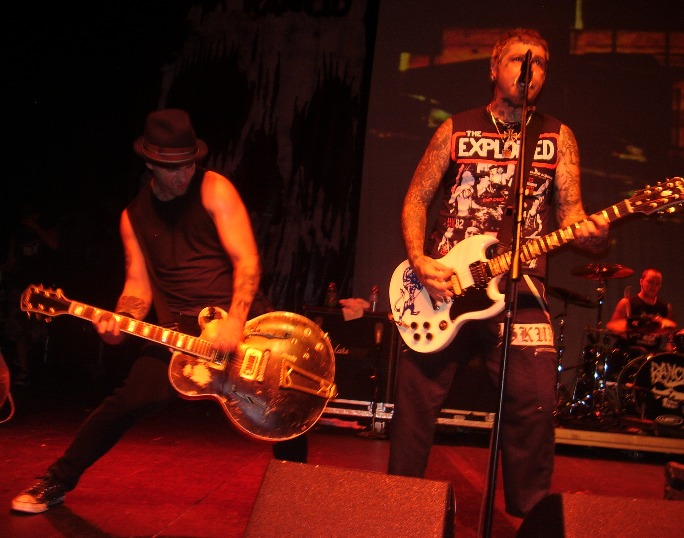
Rancid au Ventura Theater, (Ventura, Californie) en septembre 2008

Rancid a sorti jusqu'à maintenant huit albums studio.

## Albums
| 1993            | Rancid - Sortie : 10 mai 1993 - Label : Epitaph Records                                | —  | —  | —  | —  | —   | —  | —  | —  |                                       |
| 1994            | Let's Go - Sortie : 14 juin 1994 - Label : Epitaph Records                             | 97 | —  | —  | —  | —   | —  | —  | —  | - États-Unis: Or                      |
| 1995            | ...And Out Come the Wolves - Sortie : 22 aout 1995 - Label : Epitaph Records           | 45 | 30 | —  | 30 | —   | —  | 39 | 55 | - États-Unis: Platine - Australie: Or |
| 1998            | Life Won't Wait - Sortie : 30 juin 1998 - Label : Epitaph Records                      | 35 | 41 | —  | 40 | —   | 46 | —  | 32 |                                       |
| 2000            | Rancid - Sortie : 1er aout 2000 - Label : Hellcat Records                              | 68 | —  | —  | 39 | —   | —  | —  | 68 |                                       |
| 2003            | Indestructible - Sortie : 19 aout 2003 - Label : Warner Bros Records / Hellcat Records | 15 | 48 | 59 | —  | 84  | —  | 35 | 29 |                                       |
| 2009            | Let the Dominoes Fall - Sortie : 2 juin 2009 - Label : Hellcat Records                 | 11 | 31 | —  | 29 | 165 | 32 | 27 | —  |                                       |
| 2014            | Honor Is All We Know (en) - Sortie : 27 octobre 2014 - Label : Hellcat Records         | 20 |    |    |    |     |    |    | —  |                                       |
| 2017            | Trouble Maker (en) - Sortie : 9 juin 2017 - Label : Hellcat Records                    |    |    |    |    |     |    |    |    |                                       |
| "—" non classé. |                                                                                        |    |    |    |    |     |    |    |    |                                       |

## Split albums
- BYO Split Series, Vol. 3 (avec NOFX), 5 mars 2002, BYO (CD, LP, téléchargements)

## EP
- Rancid, janvier 1992, Lookout! (vinyle)
- Radio Radio Radio, 26 août 1993, Fat Wreck Chords (vinyle)

## Compilations
- B Sides and C Sides, 11 décembre 2007, Hellcat (CD, téléchargement)

## Single
- I'm Not the Only One - 1992
- Hyena - 1993
- Nihilism - 1994
- Salvation - 1995
- Roots Radicals - 1995
- Time Bomb - 1995
- Ruby Soho - 1996
- Bloodclot - 1998
- Hooligans - 1998
- Brad Logan- 1998
- Let Me Go - 2000
- GFF - 2000
- Fall Back Down - 2003
- Red Hot Moon - 2004
- Tropical London - 2004
- Last One to Die - 2009
- Up to no good - 2009